# Серед ланів
«Сере́д лані́в» (фр. Aux champs) — новела французького письменника Гі де Мопассана, видана в 1882 році. Сюжет твору розповідає про непростий вибір, який зробили дві селянські родини стосовно своїх дітей, і про неочікувані наслідки, які він мав.

## Історія
Новела «Серед ланів» вперше була надрукована 31 жовтня 1882 року в газеті «Le Gaulois». Автор присвятив її французькому письменнику і драматургу Октавові Мірбо. Наступного 1883 року Гі де Мопассан включив її до складу збірки «Бекасові казки». Перший український переклад цього твору належить перу Людмили Івченкової, він побачив світ у восьмитомному зібранні творів Гі де Мопассана, виданому видавництвом «Дніпро».
Новела «Серед ланів» була екранізована двічі: у 1986 році у французькому телесеріалі «L'ami Maupassant» (епізод 4-й) і в 2008 році в телесеріалі «Chez Maupassant» (сезон 2-й, епізод 3-й) того ж виробництва.

## Сюжет
Тюваш і Валлени — дві селянські родини, що мешкають по сусідству серед ланів. Вони напрочуд дружні та схожі одна на одну: обидві дуже бідні, обидві багатодітні, в обох турбуються про своїх малюків. Одного разу біля хат з'являється багате бездітне подружжя, яке пропонує Валленам взяти на виховання одного з їхніх синів. За цю милість селянам ще й доплачуватимуть щомісяця по 100 франків. Матінка Валлен з голосним обуренням відхиляє цю пропозицію. Багатії пропонують те ж саме Тювашам, і ті погоджуються. Шарло Валлен залишається з батьками, Жак — єдиний син Тювашів — їде до прийомних батьків.
Відтепер між сусідами немає згоди. Пані Валлен усім вихваляється, що не продала свого Шарло. Тюваші тихо тужать за сином, але живуть багато на отриману ренту. Через життєві негаразди Валлени втрачають двох з трьох своїх синів, тепер Шарло — єдина їхня втіха. Одного дня перед хатою Тювашів з'являється гарний і вихований легінь. Це їхній Жак, який приїхав навідати рідних батьків. Шарло Валлен картає батьків за те, що не схотіли віддати його багатіям на виховання і кидає старих на самоті.